# Сіссі Спейсек
Сісі Спейсек (англ. Sissy Spacek, [ˈsɪsi ˈspeɪsɛk], нар. 25 грудня 1949, Квітмен, Техас) — американська акторка і співачка, володарка премії «Оскар» за найкращу жіночу роль («Дочка шахтаря»), на яку вона номінувалась загалом шість разів (1977, 1981, 1983, 1985, 1987, 2002); володарка трьох премій «Золотий глобус» (1981 — «Дочка шахтаря», 1987 — «Злочини серця», 2002 — «У спальні»; всього сім номінацій).

## Фільмографія
- 1976 : Керрі (номінація на «Оскар»)
- 1980 : Дочка шахтаря (премія «Оскар» 1981 року за найкращу жіночу роль)
- 1980 : Серцебиття
- 1982 : Зниклий безвісти (номінація на «Оскар»)
- 1983 : Людина з двома мозками
- 1984 : Ріка (номінація на «Оскар»)
- 1985 : Марі
- 1986 : Злочини серця (премія «Золотий глобус», номінація на «Оскар»)
- 1991 : Джон Ф. Кеннеді. Постріли в Далласі
- 1996 : Якби стіни могли говорити
- 1999 : Вибух з минулого
- 2001 : У спальні / In the Bedroom — Рут Фавлер (премія «Золотий глобус», номінація на «Оскар»)
- 2004 : Будинок на краю світу
- 2005 : Дзвінок 2
- 2008 : Чотири Різдва
- 2011 : Прислуга
- 2012 : Чорний дрізд
- 2018 : Касл-Рок
- 2025 : Здохни, коханий